# Вакцинація проти COVID-19
Станом на 7 травня 2023 року в усьому світі було введено 13,4 мільярда доз вакцини проти COVID-19, причому 67,9 % населення світу отримали принаймні одну дозу. Хоча щодня у всьому світі вводилося 4,19 мільйона вакцин, згідно з офіційними звітами національних служб охорони здоров'я, зібраним електронним проєктом «Our World in Data», лише 22,3 % осіб у країнах з низьким рівнем доходу отримали принаймні першу дозу вакцини до вересня 2022 року.
Під час пандемії у 2020 році, коли кількість випадків COVID-19 швидко зростала, міжнародні організації, зокрема Всесвітня організація охорони здоров'я і Коаліція з питань інновацій для готовності до епідемій, розробники вакцин, уряди та промисловість оцінили масштам можливої потреби у вакцині. Окремі країни, які виробляли вакцину, могли віддати перевагу тому, хто запропонує найвищу ціну для їх продукції, або надати перевагу своїй країні. Експерти наголошують, що ліцензовані вакцини мають бути ефективними та доступними для осіб, які беруть безпосередню участь у боротьбі з епідемією, та мають у ній найбільшу потребу.
У квітні 2020 року повідомлено, що Велика Британія погодилася співпрацювати з 20 іншими країнами та міжнародними організаціями, включаючи Францію, Німеччину та Італію, щоб створити вакцину та поділитися результатами, і що громадяни Великої Британії не матимуть преференційного доступу до будь-якої нової вакцини проти COVID‑19, розроблених британськими університетами, які фінансуються платниками податків. Кілька компаній планували спочатку виробляти вакцину за штучно заниженими цінами, а потім підвищити ціни для прибутковості пізніше, якщо знадобляться щорічні щеплення, і коли країни створюватимуть запаси для майбутніх потреб.
ВООЗ поставила за мету вакцинувати 40 % населення світу до кінця 2021 року та 70 % до середини 2022 року, але багато країн не досягли позначки 40 % наприкінці 2021 року.

## Розподіл вакцин

### Поетапний розподіл
Багато країн запровадили поетапні плани розподілу вакцин, які надають пріоритет тим, хто має найвищий ризик ускладнень, зокрема люди похилого віку, і тим, хто має високий ризик зараження та передачі вірусом, зокрема медичні працівники.
У США Консультативний комітет з імунізації Центрів з контролю та профілактики захворювань проголосував у грудні 2020 року за те, що перші дози вакцини мають бути пріоритетними для медичних працівників, мешканців і персоналу будинків для пристарілих. Консультативний комітет з імунізації рекомендував, щоб другий етап розподілу включав осіб віком більше 75 років і працівників життєво необхідних галузей, не пов'язаних із медичним обслуговуванням, зокрема працівників продуктових магазинів, ресторанів, військових, правоохоронних органів, пожежних відділів, роздрібної торгівлі, санітарії, шкіл, громадського транспорту, складів індивідуального зберігання, готелів, складів та засобів масової інформації. Проте окремі штати самостійно контролюють остаточні плани визначення пріоритетів, розподілу та матеріально-технічного забезпечення вакцинації всіх у міру наявності запасів.
Європейський Союз розпочав поетапне запровадження вакцинації 27 грудня 2020 року. Кожна держава-член самостійно керувала розподілом, приділяючи більшу увагу медичним працівникам, людям із високим ризиком зараження, людям похилого віку та людям із серйозними захворюваннями.
Програма вакцинації проти COVID‑19 у Великій Британії надавала пріоритет мешканцям закладів догляду за людьми похилого віку та особам, які здійснюють догляд, за ними йшли медичні працівники та особи старше 80 років. Подальші етапи програми в основному залежали від віку, починаючи з 75 років, із кроком у 5 років.
Деякі країни використовували програми прискореного введення першої дози із подовженими інтервалами до другої дози після першої дози, щоб поширити вакцинацію на якомога більше людей, доки доступність вакцини не покращиться. Дані досліджень свідчать про те, що особам, які одужали від COVID-19, може знадобитися лише одна доза мРНК-вакцини, щоб досягти повного дводозового імунітету.

### Змішування вакцин
Використання різних вакцин у схемі двох ін'єкцій не є широко поширеним; немає даних щодо ефективності змішаних введень вакцин проти COVID-19, але очікується, що такі вакцинації не будуть небезпечними або неефективними. Центри з контролю та профілактики захворювань у США рекомендують використовувати змішане введення вакцин лише у виняткових випадках, наприклад, коли друга доза тієї ж вакцини не може бути доставлена в розумний проміжок часу. У Канаді влада досліджувала ефективність змішаного введення вакцин, і врешті-решт рекомендувала використання першої вакцинації вакциною Oxford-AstraZeneca, а потім однією з мРНК-вакцин. У червні 2021 року влада Німеччини рекомендувала використовувати мРНК-вакцини як друге щеплення після щеплення вакциною AstraZeneca молодшим людям як запобіжний захід, щоб уникнути рідкісного побічного ефекту — порушення згортання крові, пов'язаного з вакциною AstraZeneca. Таїланд почав змішувати та підбирати дози вакцин «AstraZeneca» та Sinovac у липні 2021 року через побоювання щодо довгострокового захисту вакцини «Sinovac».

### Рівний доступ
У 2020 році, коли пандемія COVID‑19 була в розпалі поширення в усьому світі, а розробка вакцини активізувалася, програма COVAX Всесвітньої організації охорони здоров'я прийняла девіз «Ніхто не в безпеці, якщо всі не в безпеці», щоб підкреслити необхідність рівноправної вакцинації. Програма поставила за мету постачати вакцини проти COVID‑19 майже в 100 країн із низьким і середнім рівнем доходу, які не можуть собі їх дозволити. COVAX мав намір зібрати 6,8 мільярда доларів США на закупівлю та доставку вакцин у країни-учасниці пропорційно їхньому населенню. 18 грудня 2020 року програма оголосила про угоди з виробниками вакцин щодо постачання 1,3 мільярда доз для 92 країн із низьким і середнім доходом у першій половині 2021 року.
Проте до середини грудня близько 16 країн, які представляють лише 14 % населення світу, попередньо замовили понад 10 мільярдів доз вакцини або близько 51 % доступних світових запасів. Зокрема, Канада, Австралія та Японія, на які припадало лише 1 % випадків COVID-19 у світі, разом зарезервували близько 1 мільярда доз вакцини, тоді як програма COVAX зарезервувала лише кілька сотень мільйонів доз. На саміті Великої сімки в червні 2021 року США пообіцяли розподілити 500 мільйонів доз вакцини по цілому світу; цей розподіл розпочався 17 серпня.
Попередні замовлення з багатих країн були зроблені протягом 2020 року від 13 різних виробників вакцин, тоді як замовлення для країн із низьким і середнім рівнем доходу були зроблені в основному на вакцину Oxford–AstraZeneca, яка є найдешевшою та не потребує спеціального охолодження.
CEPI, ВООЗ та благодійні організації з постачання вакцин, такі як Фонд Білла і Мелінди Гейтс та GAVI, протягом першої половини 2020 року залучили понад 20 мільярдів доларів США для фінансування розробки вакцини та підготовки до щеплень, особливо для дітей у слаборозвинених країнах. CEPI, який був створений для моніторингу справедливого розподілу вакцин проти інфекційних захворювань у країнах з низьким і середнім рівнем доходу, рекомендував розглянути виробничі потужності, фінансування та закупівлю, а також випуск вакцини з відповідальністю. Незважаючи на спротив деяких виробників вакцин, CEPI переглянув свою політику рівноправного доступу в лютому 2020 року, щоб застосовувати її конкретно до фінансування вакцини проти COVID-19:
1. ціни на вакцини будуть встановлені якомога нижчими для територій, які є або можуть постраждати від спалаху захворювання, для розробки вакцини для якого використовувалося фінансування CEPI;
2. інформація, ноу-хау та матеріали, пов'язані з розробкою вакцини, повинні бути передані (або передані) CEP", щоб він міг взяти на себе відповідальність за розробку вакцини, якщо компанія припинить витрати на перспективну вакцину-кандидата;
3. CEPI матиме доступ до прав інтелектуальної власності (тобто патентів) на багатообіцяючі вакцини та, можливо, керувати ними;
4. CEPI отримає частку фінансових вигод, які можуть бути отримані від розробки вакцини, спонсорованої CEPI, для реінвестування в підтримку своєї місії щодо забезпечення глобальної користі для громадського здоров'я; і
5. Прозорість даних між партнерами з розробки повинна підтримувати Заяву ВООЗ щодо публічного оприлюднення результатів клінічних випробувань, і вимога публікації результатів у публікаціях із відкритим доступом.[38]

Міжнародні групи, такі як Центр мистецького активізму та Університети, об'єднані життєво необхідними лікарськими засобами, також виступали за справедливий доступ до вакцин. Вчені заохочували співпрацю між ВООЗ, CEPI, корпораціями та урядами, щоб гарантувати, що вакцини застосовуються у спосіб, що ґрунтується на доказах на основі ризику інфікування, а також у першу чергу надаються медичним працівникам, уразливим групам населення, і дітям.
До середини березня 2021 року 67 країн, переважно в Африці та на Близькому Сході, ще не повідомили про початок щеплень. Країни, які почали вакцинацію, загалом надавали пріоритет таким групам населення, як медичні працівники та особи похилого віку. Також було запропоновано, щоб хворі, яким треба було планові операції, мали пріоритет, оскільки хворий, який одужує після операції, буде більш уразливим, ніж у середньому випадку. Частина оглядачів висловили занепокоєння коротким терміном придатності вакцин Moderna та Pfizer-BioNTech, термін придатності яких закінчується протягом кількох годин після того, як їх виймають із морозильної камери; вони стверджували, що після розморожування вакцини краще ввести цю вакцину будь-кому, кого вдасться знайти, а не викидати флакон.
Станом на березень 2021 року США замовили удвічі більше необхідних доз для покриття власного населення, але залишалося незрозумілим, коли вони можуть поділитися надлишковими дозами з іншими країнами. У квітні 2021 року видання «Vanity Fair» повідомило, що буде важко надати надлишкову кількість вакцини іншим країнам, оскільки уряд США чітко погодився у своїх контрактах із виробниками вакцин використовувати цю вакцину лише в Сполучених Штатах та на їхніх територіях. Виробники звернулися з проханням про цю статтю договору, тому що більшість інших країн не мають такого широкого захисту від відповідальності за вакцини, як закон США про громадську готовність і готовність до надзвичайних ситуацій.
Наприкінці листопада 2021 року Всесвітня організація охорони здоров'я опублікувала звернення: «Життєво важливо, щоб нерівність у доступі до вакцин проти COVID-19 була терміново усунута, з метою, щоб уразливі групи скрізь, включаючи медичних працівників і людей похилого віку, отримували першу та другу дози, а також справедливі доступ до лікування та діагностики». Нерівність у розподілі вакцин сприяє появі нових варіантів, таких як варіант SARS-CoV-2 Омікрон.

#### Занепокоєння
Було висловлено занепокоєння, що заможні країни можуть отримати свої вакцини в 2020—2021 роках, тоді як країни, що розвиваються, можуть бути виключені з вакцинації до 2023—2024 років. Дані за квітень 2021 року відповідали цьому очікуванню, оскільки 25 % населення в країнах з високим рівнем доходу були вакциновані, порівняно з лише 0,2 % у країнах з низьким рівнем доходу.
Генеральний директор Всесвітньої організації охорони здоров'я Тедрос Аданом Гебреїсус 4 серпня 2021 року заявив, що багаті країни ввели близько 100 доз на 100 осіб, тоді як бідні країни ввели лише приблизно 1,5 дози на кожні 100 осіб, і тому, за його оцінками, важливо визначити пріоритетність вакцинації у бідних країнах, перш ніж запропонувати бустерні вакцини в багатих країнах. Генеральний директор ВООЗ висловив занепокоєння щодо того, що багаті країни накопичують вакцини за рахунок громадян бідніших країн, які чекають, поки вакцини або стануть доступними, або їх пожертвують. Африканське регіональне бюро ВООЗ звернуло увагу на відмову від вакцини в африканських країнах після того, як Нігерія знищила близько 1 мільйона пожертвуваних доз вакцини AstraZeneca після того, як їх пожертвували лише за кілька тижнів до закінчення терміну придатності. Інші країни, такі як Малаві та Південний Судан, або знищили вакцини з коротким терміном придатності, термін придатності яких закінчився, або майже закінчився, або призупинили поставки пожертвувань через проблеми з терміном придатності.

### Інтелектуальна власність
Перша вакцина проти поліомієліту ніколи не була запатентована; деякі стверджують, що подібне схвалення ефективної вакцини проти COVID-19 може забезпечити справедливий розподіл.
Спочатку переговори у Світовій організації торгівлі щодо відмови від патентних прав на кілька місяців були заблоковані опором США, Швейцарії, Норвегії та ЄС. Спочатку один із спостерігачів вважав, що позиція США навряд чи зміниться, але станом на квітень 2021 року адміністрація США обговорювала це питання, а потім змінила курс і 5 травня 2021 року оголосила про свою підтримку відмови від патенту на вакцини проти COVID-19. 400 некомерційних організацій і 115 членів Європейської комісії підписали лист із закликом до Сполучених Штатів і Європи стати на бік членів СОТ з Глобального Півдня.

#### Дебати
У деяких виникає питання, чи можна застосувати пропозиції про відмову від патенту, сформульовані для препаратів з низькою молекулою, до складних біологічних препаратів, таких як вакцини. Один з експертів з виробництва вакцин стверджував, що «існує невизнана прогалина в розумінні… майже всі люди, які висловлюють погляди на цінність усунення патентного захисту, не мають досвіду розробки та виробництва вакцин». Дійсно, більшість виступів на користь відмови від патентів походить від спільноти охорони здоров'я (яка черпала натхнення з історії бурхливого активізму проти дискримінації ВІЛ/СНІДу у 1980-х і 1990-х роках), у той час як більшість представників спільноти вакцинологів (тобто фактичних експертів з розробки та виробництва вакцин) фактично відмовилися висловити довіру до таких пропозицій, або зберігаючи мовчання, або відмовляючись займати будь-яку позицію.
Лікарські засоби з малими молекулами легко скопіювати, і їх можна швидко вивести на ринок виробниками генеричних препаратів, яким не потрібно проводити власні повномасштабні клінічні випробування, оскільки вони можуть використовувати дозволи регуляторних органів, отримані виробниками оригінальних ліків. Навпаки, «генеричних вакцин не існує». Виробник кожної незалежно розробленої вакцини (включаючи передбачувану копію існуючої вакцини) повинен провести власні клінічні випробування, щоб встановити безпеку та ефективність. Незалежне копіювання існуючої вакцини першого покоління настільки складне, що отримана вакцина другого покоління часто є суттєвим удосконаленням у порівнянні з технологією першого покоління і сама підлягає патентуванню.
Незважаючи на те, що компанія «Moderna» заявила, що не буде домагатися примусового дотримання своїх патентів під час пандемії, відмова від патенту (добровільна чи вимушена) не змусить виробника вакцини розкрити всі знання (тобто ноу-хау) для створення вакцини, якого немає в патентах. Всесвітня організація охорони здоров'я (ВООЗ) просувала пул доступу до технологій COVID-19, щоб полегшити розкриття інформації, але участь у ньому була добровільною, і жоден із виробників вакцин не приєднався до нього. Без доступу до ноу-хау виробника оригінальної вакцини зворотне проєктування виробничого процесу є складним і дорогим і не гарантує успіху. Навіть якщо третя сторона досягне успіху, вона повинна довести цей факт, щоб задовольнити регуляторні органи. Для маломолекулярних препаратів підтвердження біоеквівалентності генеричного препарату оригінальному коштує лише від 1 до 2 мільйонів доларів США; але для біопрепаратів підтвердження біологічної схожості продукту третьої сторони з оригінальним продуктом потребує клінічних досліджень, вартість яких коливається від 100 до 250 мільйонів доларів США. Один фінансовий аналітик, який спеціалізується на фармацевтиці, підрахував, що після відмови від патенту знадобиться мінімум 2 роки, щоб перші незалежні відтворення вакцини проти COVID-19 вийшли на ринок, але цей час може бути занадто довгим, щоб мати будь-який помітний вплив на глобальне громадське здоров'я. Обговорюючи ідею виробництва вакцини проти COVID-19 із «відкритим вихідним кодом», Білл Гейтс сказав: «Немає жодної додаткової вакцини, яка б вийшла з цього… жодна безкоштовна інтелектуальна власність не покращила б нічого, пов'язаного з цією пандемією». Натомість його фонд допоміг іншим країнам укласти ліцензійні угоди, як у випадку з вакциною Oxford/AstraZeneca, яку виробляє Інститут сироватки крові Індії. Ще одне занепокоєння, яке висловив генеральний директор «Pfizer» Альберт Бурла, полягає в тому, що дозвіл на несанкціоноване виробництво сторонніх вакцин серйозно завадить зусиллям розробників вакцин нарощувати виробництво вакцин, оскільки оригінальні розробники та сторонні виробники в кінцевому підсумку конкурують за ту саму дефіцитну сировину.
Саме з вищезазначених причин частина оглядачів приходять до висновку, що добровільна передача технологій є кращим варіантом для виробництва більшої кількості доз — оскільки активна допомога з боку передавача технологій може допомогти приймаючій стороні обійти трудомісткі клінічні дослідження, скориставшись наявними дозволами на вакцину, технології виготовлення якої передають їй — а частина описують пропозиції щодо відмови від патенту як «скоріше символічні, ніж практичні». Дерек Лоу охарактеризував заяву уряду США у травні 2021 року про підтримку пропозицій про відмову від патентів як «майже такий же піар-хід, як і будь-що інше». До листопада 2021 року перспективи схвалення таких пропозицій (які за традицією СОТ мають бути одностайними) виглядали дедалі віддаленішими; учасники критикували США за те, що вони не намагаються подолати розрив між прихильниками та супротивниками цих пропозицій. Одночасно Тедрос Аданом Гебреїсус відкинув розподіл між відмовою від патентів та ініціюванням передачі технологій, включивши обидва заходи до списку з 4 кроків до збільшення виробництва вакцин. Він зазначив, що угода ТРІПС, підписана всіма членами СОТ, вже дозволяє екстрену відмову від прав інтелектуальної власності в країнах із вільними виробничими потужностями.
Декілька оглядачів відзначили, що дебати про відмову від патенту на вакцину включають питання, яке, як очікується, переживе пандемію COVID-19: хто контролюватиме ширшу технологію РНК-терапії. Говард Дін звинуватив Нарендру Моді в спробі отримати доступ до такої технології, просуваючи «нещирі» заяви про те, що відмова від патентів прискорить виробництво вакцини. Журналіст Джош Рогін зазначив, що контроль над технологією мРНК має наслідки для національної безпеки США, і що її розвиток спочатку фінансувався платниками податків США через DARPA.
Центральне місце в дискусії полягало в тому, чи потрібні прибутки від сильних прав інтелектуальної власності, щоб гарантувати, що хтось буде проводити прикладні дослідження, які перетворюють багатообіцяючі лабораторні експерименти на схвалені ліки та вакцини. Такі дослідження надзвичайно дорогі (в середньому 3 мільярди доларів на успішний препарат), і майже завжди невдалі (лише 12 % ліків, які проходять клінічні випробування, зрештою отримують схвалення FDA), щодо чого частина оглядачів висловилась наступним чином: «уряди не мають ні грошей, ні терпимості до ризику, то візьміть на себе роль бізнесу в розробці готових до аптеки ліків». Як пояснив один фінансовий аналітик: "Це було б дуже контрпродуктивним, у крайньому випадку, тому що це скаже індустрії: «Не працюйте над тим, що нас дійсно хвилює, тому що якщо ви це зробите, ми просто заберемо це у вас». Співзасновник компанії «Moderna» Роберт С. Лангер стверджував, що перші приватні інвестори заслуговують «великої пошани» за успішну вакцину проти COVID-19, оскільки вони «вклали гроші до того, як» в справу втрутився федеральний уряд США, і тим самим заклали основу для успіху компанії через багато років.
Ризик відмови від патентів на вакцини проти COVID-19 полягає в тому, що це створює прецедент, який може відштовхнути приватний сектор від майбутніх інвестицій у вакцини та інші рятівні технології, і, у свою чергу, ще не розроблені майбутні технології ніколи не вийдуть на ринок, коли державний сектор не зможе підняти ослаблені розробки. Найбільш гнітючий результат у найгіршому випадку полягає в тому, що фармацевтичні фірми відмовляться від порятунку життів і зосереджуються на розробці засобів для покращення якості життя, яке є більш прибутковим, і має меншу ймовірність бути експропрійованим; найвідомішими прикладами такого лікування є віагра компанії «Pfizer» і ботокс компанії Allergan. Загроза втрати розробників може бути реальна в секторі вакцин, який на початку 21-го сторіччя звузився лише до кількох компаній, а до 2021 року лише нещодавно знову почав зростати. Однак лікар і письменник, а також експерт з політики охорони здоров'я, Пітер Бах стверджував, що цей ризик вартий того, щоб його відверто обговорили: «Якщо цей захід дозволить отримати більше доступу та врятувати життя більшої кількості людей сьогодні, у 2021 році, і, як наслідок, незабаром ми можемо не мати нової генної терапії для 100 дітей, то це компроміс, який варто обговорити».

### Суверенітет
Сприятливий розподіл вакцин до однієї або кількох вибраних країн, що називається «вакцинальним суверенітетом», критикується низкою партнерств у розробці вакцин, зокрема, наприклад, для вакцини-кандидата AstraZeneca і Оксфордського університету щодо наявності вакцини, коли пріоритетне постачання спочатку було для Великої Британії, а потім до «покупця, який запропонує найбільшу ціну» — США, які зробили авансовий платіж у розмірі 1,2 мільярда доларів США, щоб забезпечити 300 мільйонів доз вакцини для американців, а ще до появи вакцини AstraZeneca-Oxford або доведено, що вакцина Sanofi–GSK є безпечною та ефективною. Існують занепокоєння щодо того, чи можуть деякі країни-виробники вакцин запровадити протекціоністський контроль шляхом експортних обмежень, які створять запаси вакцини проти COVID-19 для їх власного населення.
У травні 2020 року уряд Китаю пообіцяв, що успішна китайська вакцина стане «глобальним суспільним благом», тобто буде виготовлено достатню кількість доз як для внутрішнього, так і для загальносвітового вживання. На відміну від мРНК-вакцин, які повинні зберігатися при дуже низькій температурі, інактивовані вакцини від «Sinovac Biotech» і «Sinopharm» потребують лише звичайного охолодження, і можуть бути більш привабливими для країн, що розвиваються. У листопаді 2021 року уряд Китаю пообіцяв передати країнам Африки ще 600 мільйонів доз вакцини в 2022 році та поставити ще 400 мільйонів іншими шляхами, включаючи виробництво китайськими компаніями в Африці.
У червні 2020 року Інститут сироватки крові Індії — великий світовий виробник вакцин — уклав ліцензійну угоду з AstraZeneca на виробництво 1 мільярда доз вакцини для країн із низьким і середнім рівнем доходу, з яких половина вироблених доз залишаться в Індії. Подібний преференційний розподіл щодо країни-виробника може застосовуватися, якщо вакцина виробляється в Австралії.

### Незаконне розповсюдження
У США черговість введення вакцини, незважаючи на те, що вона різниться залежно від штату, поставила медичних працівників і людей похилого віку на перше місце в списку для вакцинації проти COVID-19, тоді як менш важливі працівники відсунуті в другу чергу отримання вакцини. Через тривалий процес очікування надходження вакцини деякі особи намагалися забезпечити собі більш сприятливе місце в списку на вакцинацію, наприклад, шляхом підкупу або пожертвувань лікарням. У відповідь уряди штатів США наклали великі штрафи та інші покарання за порушення федеральних інструкцій щодо розповсюдження вакцин. Чорний ринок вакцини проти COVID-19 дозволив деяким особам придбати незаконний ранній доступ до вакцини.
До середини лютого 2021 року у Китай заарештували 80 осіб, причетних до контрабанди вакцин, а уряд Колумбії перехопив морозильну камеру з 70 дозами виготовленої в Китаї вакцини, яку туристка принесла з собою в аеропорт без будь-яких супровідних документів.

### Вакцинальний туризм
У другій половині лютого 2021 року повідомлялося, що заможні та впливові люди з Канади та європейських країн прилетіли до Об'єднаних Арабських Еміратів, щоб отримати швидкий доступ до вакцинації проти COVID-19. ОАЕ рекламували Дубай як центр вакцинації для багатих, які можуть заплатити значну суму, щоб отримати щеплення, перш ніж вони отримають право на нього на батьківщині. Деякі канадці, які мали другий дім у США, змогли отримати вакцинацію раніше.
Оскільки в США було знижено обмеження на вакцинацію, то повідомлено, що заможніші люди з інших країн із нижчими темпами вакцинації, їздили до Сполучених Штатів, щоб зробити щеплення. У квітні 2021 року американський штат Аляска оголосив, що починаючи з 1 червня 2021 року навмисно пропонуватиме безкоштовні щеплення туристам у головних аеропортах штату. Щоб захиститися від вакцинального туризму, Греція обмежила його право на те, хто має номер соціального страхування. Однак це призвело до виключення з вакцинації частини літнього населення та іммігрантів, а також деяких громадян Греції, які до пандемії працювали за кордоном.
У Європейському Союзі низка туристичних агентств пропонували «вакцинальний відпочинок». Мальдіви також пропонували вакцинацію як частину туристичних пакетів.

## Вартість вакцин
За словами економістів Арнаба Ачарії та Санджая Редді, які виступають за тимчасове призупинення захисту патентів на вакцини та виплату компенсацій постраждалим компаніям, ефективна вакцина проти COVID-19 може заощадити трильйони доларів від глобальних економічних наслідків. Тому будь-яка ціна в мільярди буде виглядати дрібною в порівнянні. На ранніх стадіях пандемії не було відомо, чи можна буде створити безпечну, надійну та доступну вакцину від цього вірусу, і не було відомо, скільки точно може коштувати розробка вакцини. Навіть з кількома вакцинами на ринку в нових варіантах вірусу змінюється антигенність, що означає, що мільярди доларів все ще можуть бути інвестовані безуспішно.
До того, як була розроблена ефективна вакцина, було зрозуміло, що потрібно буде виготовити та розповсюдити по всьому світу мільярди доз вакцини. У квітні 2020 року Фонд Білла і Мелінди Гейтс підрахував, що виробництво та розповсюдження можуть коштувати 25 мільярдів доларів США. Білл Гейтс також визнав, що «в ідеалі була б глобальна згода щодо того, хто має отримати вакцину першим, але, враховуючи, скільки існує конкуруючих інтересів, це навряд чи станеться». З першої фази клінічних досліджень 84–90 % вакцин-кандидатів не пройшли остаточне схвалення під час розробки, а з третьої фази — 25,7 %, а інвестиції виробника у вакцину-кандидат можуть перевищувати 1 мільярд доларів США, і закінчитися мільйонами невикористаних доз за умов попередніх угод про виробництво вакцини. У випадку з вакциною Oxford-AstraZeneca проти COVID-19 97 % коштів надходили за гроші платників податків.
Станом на листопад 2020 року компанії, які субсидуються в рамках американської програми Operation Warp Speed, встановили початкову ціну від 19,50 до 25 доларів США за дозу відповідно до вакцини проти грипу. У грудні 2020 року бельгійський політик коротко опублікував конфіденційні ціни, узгоджені між виробниками вакцин і ЄС.
| Виробник                       | Вакцина проти COVID-19 | Ціна за дозу | Ціна за дозу      |
| Виробник                       | Вакцина проти COVID-19 | Євро         | Доларів США       |
| ------------------------------ | ---------------------- | ------------ | ----------------- |
| AstraZeneca                    | Oxford–AstraZeneca     | 1,78 євро    |                   |
| Janssen Pharmaceutica          | Janssen                | 7,56 євро    | 8,50 доларів США  |
| Sanofi і GlaxoSmithKline (GSK) | Sanofi–GSK             | 7,56 євро    |                   |
| Р-Фарм                         | Спутник V              | 8,43 євро    | 10,00 доларів США |
| Sinopharm                      | Sinopharm BIBP         | 8,43 євро    | 10,00 доларів США |
| CureVac                        | CureVac                | 10,00 євро   |                   |
| Pfizer і BioNTech              | Pfizer–BioNTech        | 12,00 євро   |                   |
| Moderna                        | Moderna                | 15,17 євро   | 18,00 доларів США |

## Ланцюг постачання

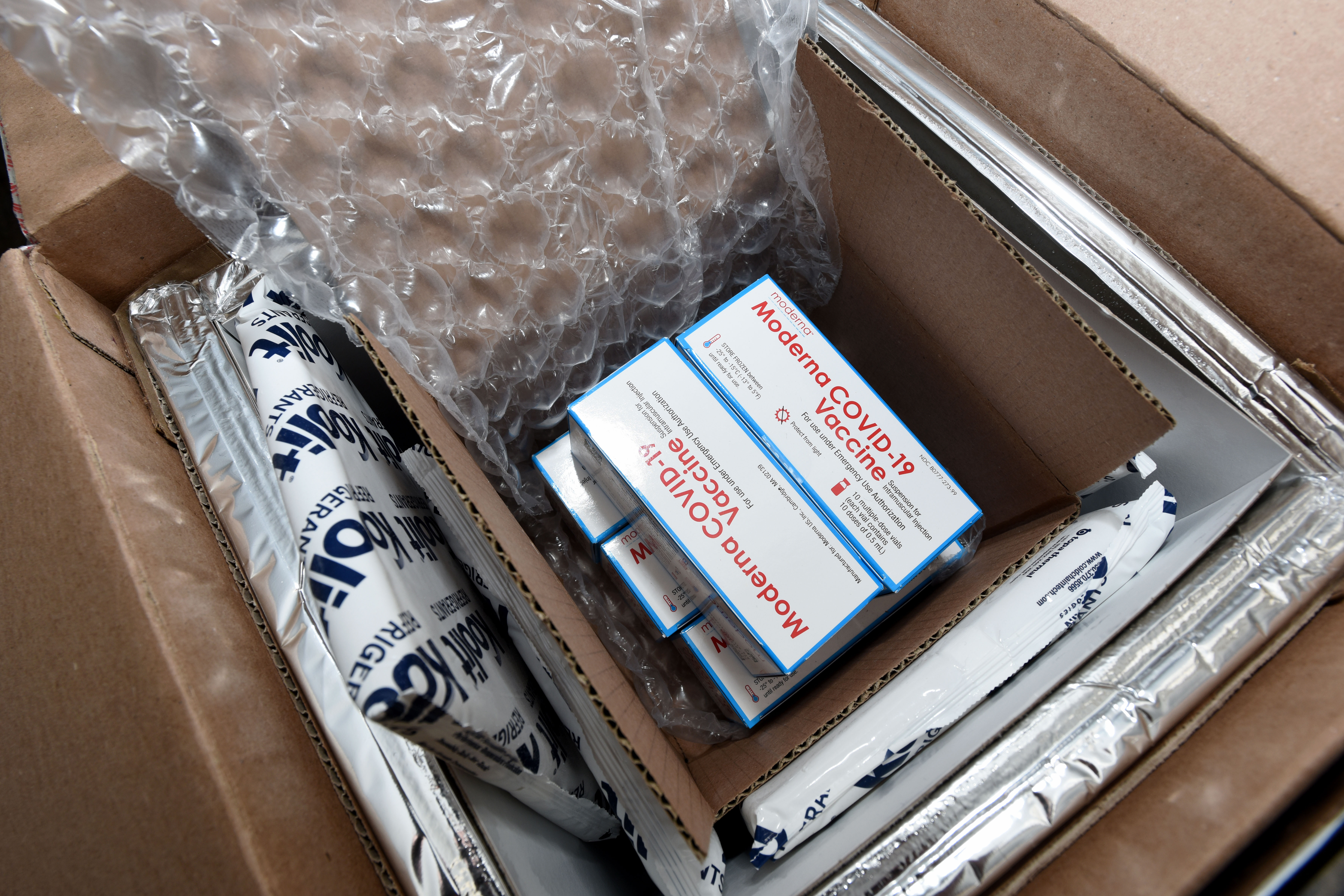
Коробка з вакциною Moderna, упакована ізолятором і холодними пакетами

Проведення вакцинації проти COVID‑19 може вимагати транспортування по всьому світу та відстеження 10–19 мільярдів доз у флаконах, і ця робота швидко стане найбільшою проблемою ланцюжка поставок в історії. Станом на вересень 2020 року експерти з ланцюгів постачання та логістики висловили стурбованість тим, що міжнародні та національні мережі розповсюдження ліцензованої вакцини не були готові до обсягів і терміновості, головним чином через погіршення ресурсів під час карантину через пандемію 2020 року. і скорочення, що погіршило можливості постачання. У всьому світі поставки, критичні для дослідження та розробки вакцин, ставали дедалі дефіцитнішими через міжнародну конкуренцію або внутрішньонаціональне використання.
Вирішуючи глобальну проблему, з якою стикається координація численних організацій — партнерства COVAX, глобальних фармацевтичних компаній, контрактних виробників вакцин, міжнаціонального та внутрішнього транспорту, об'єктів зберігання вакцин та організацій охорони здоров'я в окремих країнах, виконавчий директор GAVI Сет Берклі заявив: «Ефективна доставка мільярдів доз вакцини по всьому світу стикатиметься з надзвичайно складними логістичними та програмними перешкодами на всьому шляху ланцюга постачання».
Як приклад, який підкреслює величезність виклику, Міжнародна асоціація повітряного транспорту заявила, що 8 тисяч вантажних літаків Boeing 747, обладнаних для точного холодного зберігання вакцини, знадобляться для транспортування однієї дози для всього населення в понад 200 країн, де панує пандемія COVID-19. GAVI стверджувало, що «під час пандемії, яка швидко розвивається, ніхто не в безпеці, якщо всі не в безпеці».
На відміну від багатомільярдних інвестицій у технології вакцин і клінічні дослідження на ранніх стадіях, ланцюг постачання вакцин після отримання ліцензії не отримав такого ж планування, координації, безпеки чи інвестицій. Основне занепокоєння полягало в тому, що ресурси для розповсюдження вакцини в країнах із низьким і середнім рівнем доходу, особливо для вакцинації дітей, недостатні або взагалі відсутні, але їх можна покращити за рахунок економічної ефективності, якщо закупівля та розповсюдження були б централізовані на регіональному чи національному рівні. У вересні 2020 року партнерство COVAX включало 172 країни, які координували плани з оптимізації ланцюга постачання вакцини проти COVID-19. ЮНІСЕФ об'єднався з COVAX, щоб підготувати ланцюжок фінансування та поставок для вакцинації дітей у 92 країнах, що розвиваються. Станом на 2023 рік понад 1,6 мільярда доз вакцини через COVAX було надано бідним країнам, що допомогло вакцинувати в середньому 52 % їхнього населення, порівняно із середнім глобальним показником у 64 %.

### Логістика
Логістичні служби вакцинації забезпечують необхідне обладнання, персонал і постачання ліцензованих вакцин через міждержавні кордони. Центральна логістика включає обробку та спостереження за вакциною, управління холодовим ланцюгом і безпеку розповсюдження в мережі вакцинації. Метою механізму COVAX є централізація та справедливе управління логістичними ресурсами між країнами-учасницями, об'єднання виробництва, транспорту та загальної інфраструктури ланцюга поставок. Включено інструменти логістики для прогнозування вакцин та оцінки потреб, управління вакцинами в країні, потенційні втрати та управління запасами.
Інші логістичні фактори, що здійснюються на міжнародному рівні під час розповсюдження вакцини проти COVID‑19, можуть включати:
- видимість і відстеження за допомогою штрих-кодів для кожного флакона з вакциною
- обмін аудитами постачальників
- розподіл ланцюжка постачання флакона з вакциною від виробника до особи, якій проводиться щеплення
- використання засобів моніторингу температури вакцини
- тестування та забезпечення стабільності температури
- нові технології упаковки та доставки
- створення запасів
- координація поставок у кожній країні (засоби індивідуального захисту, розчинник, шприци, голки, гумові пробки, холодильне паливо або джерела живлення, утилізація відходів тощо)
- комунікаційні технології
- вивчення впливу на навколишнє середовище в кожній країні

За словами одного з розробників вакцини, недостатня логістика на будь-якому етапі може зруйнувати весь ланцюжок поставок. Якщо ланцюжок поставок вакцин зазнає збою, економічні та людські втрати від пандемії можуть розтягнутися на роки.

### Виробничі потужності
| Виробник                                                 | Дози (в мільйонах) | Країна                                                                                       |
| -------------------------------------------------------- | ------------------ | -------------------------------------------------------------------------------------------- |
| Pfizer/BioNTech                                          | 2647               | ЄС, США                                                                                      |
| AstraZeneca                                              | 2563,1             | Індія, ЄС, Китай, Південна Корея, Великобританія, США, Японія, Таїланд, Австралія, Аргентина |
| Sinovac Biotech                                          | 2466,1             | Китай                                                                                        |
| Sinopharm                                                | 2274,2             | Китай                                                                                        |
| Moderna                                                  | 752,7              | США, Швейцарія                                                                               |
| Janssen Pharmaceutica                                    | 321,6              | США, ЄС                                                                                      |
| Інститут ім. М. Ф. Гамалії                               | 277,4              | Росія, Казахстан, Білорусь, Сербія, Аргентина                                                |
| Bharat Biotech                                           | 250,8              | Індія                                                                                        |
| Аньхой Чжіфей                                            | 38,8               | Китай                                                                                        |
| Центр генної інженерії та біотехнології                  | 34,1               | Куба                                                                                         |
| CanSino                                                  | 20,9               | Китай                                                                                        |
| Інститут Фінлея                                          | 19,0               | Куба                                                                                         |
| Вектор                                                   | 13,1               | Росія                                                                                        |
| Shifa Pharmed                                            | 10,0               | Іран                                                                                         |
| Novavax                                                  | 9,2                | Індія                                                                                        |
| Центр імені Чумакова                                     | 6,0                | Росія                                                                                        |
| Razi                                                     | 5,0                | Іран                                                                                         |
| Medigen                                                  | 2,2                | Тайвань                                                                                      |
| Науково-дослідний інститут з проблем біологічної безпеки | 1,1                | Казахстан                                                                                    |

До серпня 2020 року, коли лише кілька вакцин-кандидатів проходили III фазу клінічних досліджень, і залишалося ще багато місяців до встановлення їх безпечності та ефективності, велика кількість урядів країн попередньо замовили понад 2 мільярди доз вакцини вартістю понад 5 мільярдів доларів США. Попередні замовлення від британського уряду на 2021 рік відповідали 5 дозам вакцини на людину, і ця цифра викликала розчарування у таких організацій, як ВООЗ і GAVI, які сприяють справедливому та рівному доступу до вакцин в усьому світі, особливо для країн, що розвиваються. У вересні Коаліція з питань інновацій для готовності до епідемій фінансово підтримувала фундаментальні та клінічні дослідження для 9 вакцин-кандидатів, ще 9 знаходяться на стадії оцінки, відповідно до фінансових зобов'язань щодо виробництва 2 мільярд доз 3 ліцензованих вакцин до кінця 2021 року. Очікувалось, що до 2022 року в усьому світі може бути виготовлено 7–10 мільярдів доз вакцини проти COVID‑19, але значні попередні замовлення заможних країн, що називаються «вакцинальним націоналізмом», загрожують доступності до вакцин для бідніших країн.
РНК-вакцини від Moderna та Pfizer-BioNTech надзвичайно складно виробляти, оскільки вони покладаються на інкапсуляцію мРНК у наночастинки ліпідів, нову технологію, яка раніше ніколи не масштабувалась для масового виробництва. Станом на лютий 2021 року це вважалося основним вузьким місцем у виробництві таких вакцин. У листопаді 2021 року генеральний директор «Moderna» Стефан Бансель стверджував, що компанія має запаси десятків мільйонів доз своєї вакцини, призначеної для Африки, оскільки COVAX або окремі уряди не можуть прийняти доставку. Він назвав найбільшими проблемами затримки з введенням вакцини, брак місця в холодильнику та затримки з отриманням митних документів.
Вакцини необхідно утримувати та транспортувати згідно з міжнародними правилами, підтримувати при контрольованих температурах, які відрізняються в залежності від технології вакцини, і використовувати для імунізації до погіршення стану зберігання. Очікується, що ланцюг постачання вакцини проти COVID-19 буде величезним, щоб забезпечити доставку для вразливих верств населення по всьому світу. Пріоритети для підготовки об'єктів для такого постачання включають приміщення та обладнання з контрольованою температурою, оптимізацію інфраструктури, навчання персоналу з імунізації та ретельний моніторинг. Впроваджуються технології радіочастотної ідентифікації для відстеження та автентифікації дози вакцини від виробника по всьому ланцюгу постачання до вакцинації.
У вересні 2020 року компанія «Grand River Aseptic Manufacturing» домовилася з компанією Johnson & Johnson про підтримку виробництва вакцини-кандидата, включаючи передачу технологій, фасування та завершення виробництва. У жовтні 2020 року було повідомлено, що вакцина-кандидат Moderna буде виготовлятися у Віспі в Швейцарії, партнерською компанією «Lonza Group», де планувалось випустити перші дози в грудні 2020 року. Нещодавно побудована фабрика площею 2000 м² збільшить виробництво до 300 мільйонів доз на рік. Інгредієнт буде доставлено замороженим при температурі -70 °C до іспанської фірми «Laboratorios Farmacéuticos Rovi SA» для останнього етапу виробництва. Завод «Lonza» у Портсмуті в штаті Нью-Гемпшир мав на меті розпочати виробництво інгредієнтів для вакцини виключно для США до листопада 2020 року. Занепокоєння з приводу масових попередніх замовлень багатими країнами посилюється тим, що виробничі потужності також обмежені тим фактом, що більшість вакцин запатентовані компаніями в цих країнах. Індія та ПАР запропонували відмовитися від угоди ТРІПС, що скасує угоди про ексклюзивність як перешкоду для створення нових об'єктів, але цей захід блокується G7.

### Холодовий ланцюг

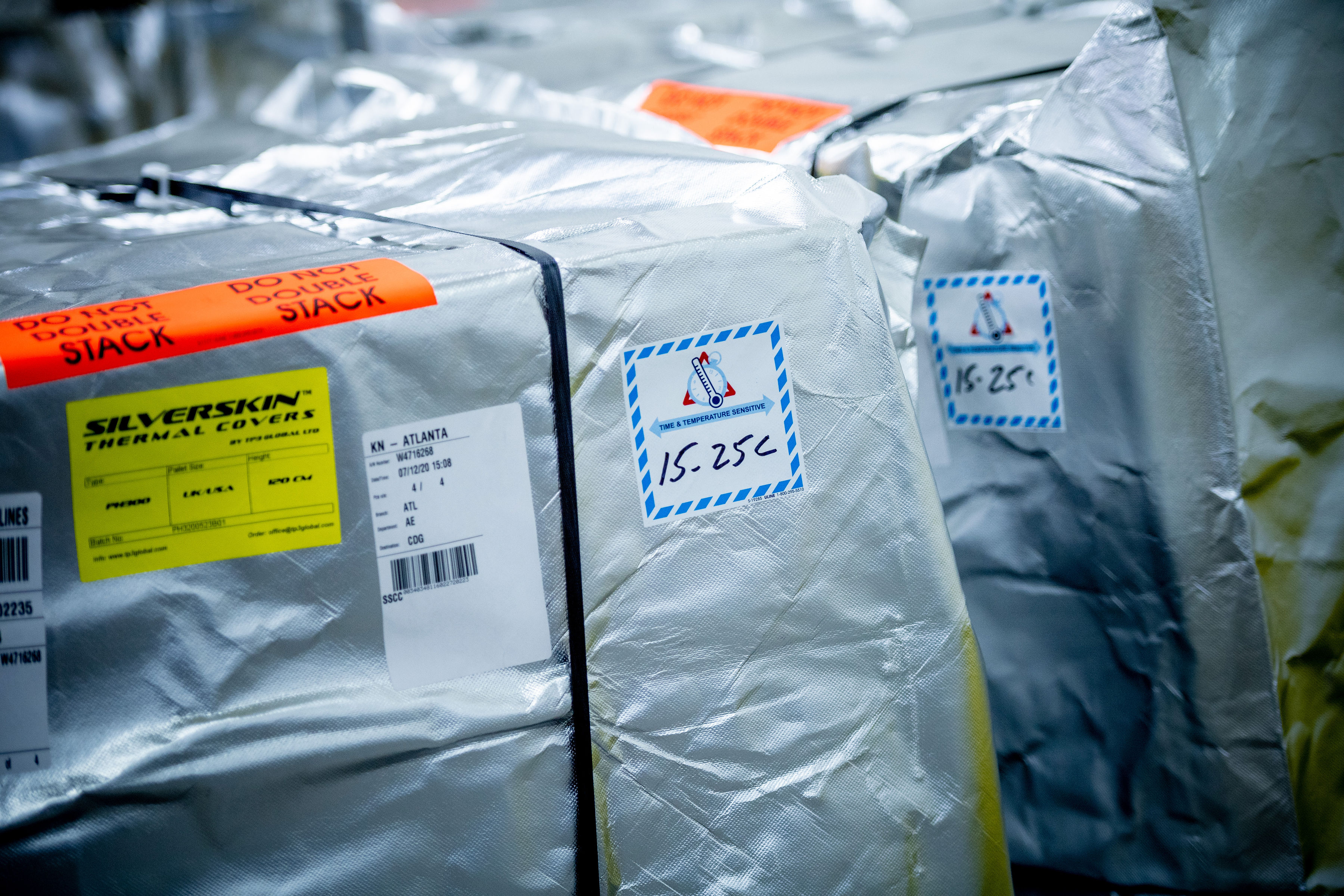
Вантаж із вакциною проти COVID‑19, захищений термообгорткою під час транспортування. (Delta, 16 грудня 2020 р.)

Різні вакцини мають різні вимоги до транспортування та обробки. Наприклад, вакцину Pfizer-BioNTech проти COVID‑19 необхідно транспортувати та зберігати при температурі від −80 до −60 °C<, її потрібно використати протягом 5 днів після розморожування, а її мінімальне замовлення становить 975 доз, що робить малоймовірним вакцинацію нею в інших місцях, окрім великих, добре обладнаних лікарень. Флакони з вакциною Moderna потрібно зберігати при температурі вище -40 °C і між -25 і -15 °C. Після охолодження вакцину Moderna можна зберігати при температурі від 2 до 8 °C протягом 30 днів.
Вакцини (та ад'юванти) за своєю суттю є нестабільними під час змін температури, що вимагає контролю холодового ланцюга протягом усього ланцюга постачання, як правило, при температурах 2–8 °C. Оскільки технології вакцини проти COVID-19 відрізняються кількома новими технологіями, існують нові виклики для управління холодовим ланцюгом: деякі вакцини стабільні в замороженому стані, але схильні до нагрівання, тоді як інші взагалі не слід заморожувати, а деякі є стабільними при різних температурах. Нездатність підтримувати стабільність температури холодового ланцюга призводить до пошкоджень, які можуть знизити або навіть усунути ефективність вакцини. Протилежними прикладами є вакцини «Sinopharm» і «Sinovac Biotech», інактивовані вакцини, які можна транспортувати за допомогою легкодоступних систем холодового ланцюга при 2–8 °C.
Технології РНК-вакцин, що розробляються, можуть бути складнішими у виробництві в масштабах і застосовувати контроль деградації, вимагаючи ультрахолодного зберігання та транспортування. Як приклад, РНК-вакцина «Moderna» вимагає дотримання холодового ланцюга при температурі трохи вище замерзання від 2 до 8 °C з обмеженою тривалістю зберігання (30 днів), але РНК-вакцина Pfizer-BioNTech потребує зберігання при температурі від −80 до −60 °C або нижче під час підготовки до вакцинації. У лютому 2021 року Pfizer і BioNTech звернулися до FDA оновити дозвіл на екстрене використання, щоб дозволити зберігати вакцину при температурі від -25 до -15 °C протягом 2 тижнів перед використанням. Станом на травень 2021 року компанія Walvax проводила III фазу клінічних досліджень своєї мРНК-вакцини, яку можна зберігати при кімнатній температурі протягом 6 місяців.
Після проколу флакону з вакциною для введення дози він зберігає ефективність лише протягом 6 годин, потім його потрібно викинути, що потребує нагляду за холодильним обладнанням і процесами вакцинації. Оскільки вакцини проти COVID-19, ймовірно, буде не вистачати в багатьох місцях під час перших фаз вакцинації, а персонал, який займається вакцинацією, повинен буде уникати псування та відходів, які зазвичай становлять до 30 % поставок. Холодовий ланцюг також ускладнюється типом місцевого транспортування вакцин у сільських громадах, наприклад мотоциклом або безпілотником, потребою в бустерних дозах, використанням розчинів для розведення, та доступом до вразливих груп населення, таких як медичний персонал, діти та люди похилого віку.

### Повітряний і наземний транспорт
Координація міжнародних вантажних повітряних перевезень є важливою складовою розповсюдження вакцин проти COVID‑19, оскільки вони залежать від часу та температури під час перевезення, але станом на вересень 2020 року мережа повітряних вантажних перевезень не була готова до доставки великої кількості вакцини до всіх країн світу. Генеральний директор Міжнародоїа асоціації повітряного транспорту Александр де Жуніак у вересні 2020 року з цього приводу сказав: «Безпечна доставка вакцин проти COVID‑19 стане місією століття для світової індустрії вантажних авіаперевезень. Але цього не станеться без ретельного попереднього планування. І час для цього настав. Ми закликаємо уряди взяти на себе провідну роль у сприянні співпраці в рамках логістичного ланцюга, щоб об'єкти, механізми безпеки та прикордонні процеси були готові до величезного та складного завдання, яке чекає попереду».
Через значне скорочення пасажирських перевезень протягом 2020 року авіакомпанії скоротили персонал, зменшили кількість маршрутів, і поставили літаки на довгострокове зберігання. Як провідні установи із закупівлі та постачання вакцини проти COVID‑19 у рамках ВООЗ, COVAX, GAVI та ЮНІСЕФ готувалися до найбільшого та найшвидшого постачання вакцини за всю історію, що потребувало міжнародної співпраці авіаперевезень, митного та прикордонного контролю, і, близько 8 тисяч вантажних літаків для доставки лише однієї партії вакцини до кількох країн.
Дві з перших схвалених вакцин, вакцини Pfizer-BioNTech|Pfizer-BioNTech і Moderna, повинні зберігатися в холоді під час транспортування. Підтримання достатньо низьких температур досягається за допомогою спеціально розроблених контейнерів (завдяки постійній наявності сухого льоду контейнери, розроблені Pfizer, можуть ізолювати вакцину до 30 днів) і сухого льоду, але сухий лід дозволяється використовувати в літаках лише в обмежених кількостях, оскільки гази, що виділяються під час сублімації, можуть бути токсичними. У США Федеральна авіаційна адміністрація обмежує кількість сухого льоду на Boeing 777—224 до 3000 фунтів (1400 кг), але тимчасово дозволила компанії United Airlines перевозити до 15000 фунтів (6800 кг) — майже 1 мільйон доз — між Брюсселем і Чикаго. Центри з контролю та профілактики захворювань у США доручили компанії «McKesson» зайнятися доставкою вакцини в США; компанія займатиметься всіма основними вакцинами, крім «Pfizer». American Airlines, Boeing і Delta Air Lines також працювали над збільшенням потужності транспортування сухого льоду, а деякі компанії мають власні мережі холодильних складів у США. FedEx і UPS встановили ультрахолодні морозильні камери в авіавантажних вузлах Європи та Північної Америки, крім цього UPS може виробляти 540 кг сухого льоду на годину.

### Безпека та корупція
Ліки є найбільшим у світі ринком шахрайства, обсяг якого становить близько 200 мільярдів доларів США на рік, що робить широкий попит на вакцину проти COVID-19 вразливим до підробок, крадіжок, шахрайства та кібератак у всьому ланцюжку постачання. Вакцину називали «найціннішим надбанням на землі»; Інтерпол назвав її «рідким золотом» і попередив про «натиск усіх видів злочинної діяльності». Розпочалось встановлення гарантії боротьби з корупцією, прозорості та підзвітності, щоб зменшити та усунути корупцію у постачанні вакцини проти COVID-19. Відсутність узгодженої нормативно-правової бази в країнах, включаючи низький технічний потенціал, обмежений доступ і неефективну здатність ідентифікувати та відстежувати справжні вакцини на відміну від підроблених, може становити загрозу для життя одержувачів вакцини та потенційно продовжити пандемію COVID‑19. Технології системи відстеження для упаковки використовуються виробниками для відстеження флаконів з вакцинами по всьому ланцюжку поставок із використанням цифрових і біометричних інструментів для забезпечення безпеки груп вакцинації. У грудні 2020 року Інтерпол попередив, що організована злочинність може проникнути в ланцюжок поставок вакцин, викрасти продукт за допомогою фізичного впливу і даних, або навіть пропонувати підроблені зразки вакцини. Крім того, вакцини, які вимагають постійної температури замерзання, також чутливі до саботажу.
Для відстеження вакцин у США застосовувалися GPS-пристрої. У штаті Колорадо вантажі вакцин супроводжуватли співробітники патрульної служби штату з міжнародного аеропорту Денвера до 8 пунктів розподілу в штаті; точні плани були конфіденційними, і правоохоронні органи «зберігають отриманий профіль».
Від зловмисників можуть постраждати і пов'язані підприємства. Аналітик із безпеки компанії IBM розповів The New York Times, що нафтохімічні компанії можуть стати мішенями хакерів через їхню центральну роль у виробництві сухого льоду.
21 травня 2020 року FDA оприлюднило повідомлення про припинення розгляду і відмову в реєстрації, яке воно надіслало компанії з Сіетла «North Coast Biologics», яка продавала нібито «вакцину на основі шиповидних відростків вірусу nCoV19». 21 січня 2021 року засновник компанії Джонні Стайн був заарештований за федеральним ордером за звинуваченням у продажі ліків без реєстрації на території кількох штатів, що є злочином. Стайн визнав себе винним у серпні 2021 року. 8 березня 2022 року його засудили до 5 років умовно та зобов'язали виплатити 246986 доларів як компенсацію.

### Національна інфраструктура
ВООЗ запровадила систему «Ефективного керування розповсюдження вакцин», яка включає розбудову пріоритетів для підготовки національного та місцевого персоналу та засобів для розповсюдження вакцини, зокрема:
- Персонал, навчений працювати з чутливими до часу та температури вакцинами
- Надійні можливості моніторингу для забезпечення оптимального зберігання та транспортування вакцини
- Приміщення та обладнання з контрольованою температурою
- Простежуваність
- Безпека

Прикордонні процеси для ефективної обробки та митного оформлення в окремих країнах можуть включати:
- Полегшення отримання дозволів на політ і посадку
- Звільнення льотних екіпажів від вимог карантину
- Сприяння гнучким операціям для ефективного проведення вакцинації в країні
- Надання пріоритету прибуття для дотримання вимог до температури вакцини

## Індивідуальні стратегії вакцинації
Під час хвилі поширення хвороби швидка вакцинація тих, хто спричиняє розповсюдження вірусу (соціально активних осіб), і вакцинація осіб із найвищим ризиком (осіб похилого віку, часто соціально менш активних) є двома бажаними цілями, які суперечать умовам обмеженої пропозиції вакцини. Проте дослідження 2022 рок щодо національних графіків вакцинації проти COVID-19 у 29 країнах (ЄС, Велика Британія та Ізраїль) показує, що всі досліджені графіки віддають перевагу критеріям, що стосуються вищого ризику (старше 65 років і /або наявність супутніх захворювань) над критеріями, що стосуються розповсюдження вірусу (професія та/або умови проживання). У деяких країнах як стратегію проведення вакцинації було обрано відкладення другої дози вакцини (перша важливіша для уникнення важкого перебігу захворювання), щоб забезпечити швидший доступ до першої дози для більшої кількості людей. Використання зменшеної дози мРНК-вакцини у молодших осіб, які мають нижчий ризик захворювання, сильнішу імунну відповідь на вакцинацію, але є ключовими рушійними силами хвиль пандемії, може дозволити швидше охопити більше людей, порівняно із моделями стратегії вакцинації, які передбачають значне зниження загальнонаціонального навантаження випадків і смертей. З іншого боку, захист деяких груп населення, наприклад, людей похилого віку або людей з ослабленим імунітетом, може вимагати введення додаткових бустерних доз. Занепокоєння щодо впливу вакцинації на вагітність, посилене через відсутність правдивої інформації, поширеної через численні джерела, включаючи платформи соціальних мереж, призвело до поганого сприйняття в цій групі, незважаючи на докази того, що вакцинація проти COVID-19 не має шкідливого впливу на народження дитини або випадок викидня.

## Відповідальність
4 лютого 2020 року міністр охорони здоров'я та соціальних служб США Алекс Азар опублікував повідомлення про декларацію відповідно до Закону про громадську готовність і готовність до надзвичайних ситуацій щодо медичних заходів протидії COVID‑19, що охоплює «будь-яку вакцину, що використовується для діагностики, лікування, профілактики, або зменшення впливу COVID-19, або передачу SARS-CoV-2 або вірусу, що мутує з нього», і зазначив, що декларація виключає «претензії щодо відповідальності про стверджувану недбалість виробника при створенні вакцини або недбалості постачальника медичних послуг при призначенні неправильної дози, та відсутність умисної неправомірної поведінки». Декларація діє в США до 1 жовтня 2024 року.
У Європейському Союзі вакцини проти COVID‑19 ліцензовані відповідно до умовного дозволу на застосування, який не звільняє виробників від цивільної та адміністративної відповідальності. Незважаючи на те, що контракти на закупівлю з виробниками вакцин залишаються секретними, виробники залишаються відповідальними навіть за побічні ефекти, про які не було відомо на момент видачі ліцензії.
Компанія «Pfizer» була розкритикована за те, що вона вимагала від низки країн, зокрема Аргентини та Бразилії, тривалих звільнень від відповідальності та інших гарантій, які виходять за рамки очікувань від інших країн, таких як США (див. вище).